# Kozaki
Kozaki (Duits: Kosaken; 1938-1945: Rappenhöh) is een plaats in het Poolse district  Gołdapski, woiwodschap Ermland-Mazurië. De plaats maakt deel uit van de gemeente Gołdap en telt 398 inwoners.